# Isabelle Arsenault
Isabelle Arsenault (nacida en 1978) es una ilustradora canadiense galardonada que vive en Montreal, Quebec. Es conocida por su obra, desarrollada sobre todo en la literatura infantil y caracterizada por su arte, elaborado pero al mismo tiempo simple.

## Biografía
Arsenault nació en Sept-Îles (Quebec). Se licenció en diseño gráfico en la Université du Quebec à Montréal. Tras completar sus estudios, se especializó en ilustración. Arsenault ha ganado premios en concursos patrocinados por Communication Arts, American Illustration y Applied Arts.
En 2005, ganó el Premio Governor General's Award for French-language children's illustration por Le Coeur de Monsieur Gauguin; el texto era de Marie-Danielle Croteau. Obtuvo el mismo premio en 2013 por su ilustración de la novela gráfica Jane, le renard et moi con texto de Fanny Britt; este libro también ganó el premio Joe Shuster al artista más destacado, el Prix Bédélys [fr] y el Prix Réal-Fillion [fr] y la traducción al inglés Jane, the fox and me fue incluida en la lista del New York Times de los diez mejores libros ilustrados para niños de 2013. Migrante, ilustrado por Arsenault, fue incluido en la lista del New York Times de 2011. En 2012, ganó el Premio del Governor General's Award for French-language children's illustration por Virginia Wolf; Kyo Maclear aportó el texto. Además, en 2020 el IBBY Canadá nominó a Isabelle Arsenault con el Premio Hans Christian Andersen. Sus logros en la expansión de la literatura infantil fueron lo suficientemente notables como para considerarla para la nominación.

## Primeros años de vida

### Infancia
Nacida en Sept-Îles (Quebec), Arsenault y su familia se trasladaron a Île-Bizard y vivieron allí gran parte de su adolescencia. De niña, Arsenault participó en un concurso de ilustración que su periódico local celebraba por aquel entonces en Navidad. Fue en esta etapa de su vida cuando se dio cuenta de su pasión por las actividades artísticas, y esto se hizo más evidente al ganar el concurso. Señala que "comprendí que me gustaba mucho dibujar y que podía utilizar mi habilidad para crear algo único".

#### Educación artística
Arsenault pasó muchos de sus años de infancia sin ir a escuelas de arte, ya que no era consciente de que el arte iba a ser su futura profesión. Sin embargo, sí cursó varios estudios de arte dentro de su educación secundaria. Fue a través de sus diversas clases de arte que los profesores la inspiraron. Afirma que pasaba horas enteras dedicadas al arte a través de diversos medios fuera de su aula.

## Acercamiento a las ilustraciones

### Estilo visual
El estilo artístico de Arsenault se describe a menudo como de naturaleza minimalista y, en su mayor parte, muy colorido. En lugar de optar por líneas duras y fondos y personajes detallados, a menudo ilustra con una unas líneas más gráciles, pero transmite emoción a través de estas imágenes simples acompañadas siempre de su texto. Gran parte del arte de Arsenault intenta evocar emociones en el lector, haciendo más hincapié en mostrar el estado de ánimo del personaje, y menos las causas externas que han provocado dicho estado de ánimo. En su obra seminal para Migrant, de Maxine Trottier, vemos esto en el trabajo, ya que gran parte del entorno está menos enfocado; cuando, en cambio, el hijo del joven granjero menonita se imagina a sí mismo y a los demás visualmente como conejos y gatitos.

### Planificación

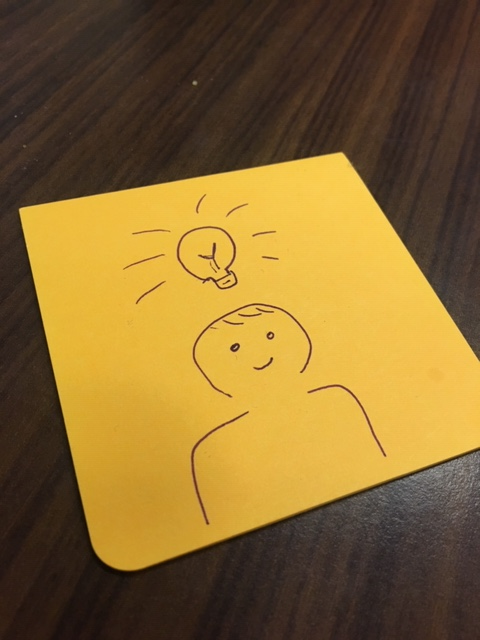
ejemplo

Arsenault atribuye su estilo a garabatear los primeros borradores de la manera más tosca posible, para comprender la historia visual general que desea producir. Arsenault explica en su blog que le otorga un nivel de libertad que le permite expresar sus emociones en el momento de la finalización a través de su arte. Gran parte de su estilo se deriva de su enfoque de improvisación experimental, lleno de posibles errores.

## Publicación
| Año  | Título                                                                                        | ilustrador         | ISBN | Editor                                                    |
| ---- | --------------------------------------------------------------------------------------------- | ------------------ | ---- | --------------------------------------------------------- |
| 2008 | Mi carta al mundo                                                                             | Isabelle Arsenault |      | Los niños pueden presionar                                |
| 2010 | Cuchara-tenedor                                                                               | Isabelle Arsenault |      | Los niños pueden presionar                                |
| 2011 | Lobo de Virginia Inmigrante                                                                   | Isabelle Arsenault |      | Los niños pueden presionar Libros de madera molida        |
| 2012 | Érase una noche del norte Jane, Le Renard & Moi                                               | Isabelle Arsenault |      | Libros de madera molida PASQUETE                          |
| 2014 | Alfa                                                                                          | Isabelle Arsenault |      | PASQUETE                                                  |
| 2016 | Louis Parmi Los Espectros Tu perteneces aquí Nana de tela, La vida tejida de Louise Bourgeois | Isabelle Arsenault |      | Editorial Impedimenta, 2016 compendio inc. Harry N Abrams |
| 2017 | La mascota perdida de Colette                                                                 | Isabelle Arsenault |      | Libros de tundra                                          |
| 2018 | capitana rosalie la miel de abeja                                                             | Isabelle Arsenault |      | Pabilo Libros Atheneum para lectores jóvenes              |
| 2019 | Simplemente porque La búsqueda tranquila de Albert                                            | Isabelle Arsenault |      | Pabilo Libros de tundra                                   |
| 2021 | La gran escena de Maya                                                                        | Isabelle Arsenault |      | Libros de tundra                                          |